# Partito Social Democratico del Lavoro della Georgia

Bandiera Menscevica della Georgia, creata da Iakob Nikoladze

Il Partito Social Democratico del Lavoro della Georgia (in georgiano საქართველოს სოციალ-დემოკრატიული პარტია?, Sakartvelos Sotsial-Demok'rat'iuli P'art'ia; SSDP) fu un partito politico georgiano, fondato da una branca del Partito Social Democratico Russo del Lavoro separatasi dal partito madre russo.
Il partito dominò la vita politica nella Repubblica Democratica di Georgia dal 1918 al 1921. All'elezione parlamentare del 14 febbraio 1919 ottenne l'81.5% dei voti. Nel marzo 1921 fu rovesciato a seguito dell'invasione dell'Armata Rossa. Il partito fu liquidato durante le repressioni sovietiche anteriori al fallito anti-sovietica Rivolta d'agosto nel 1924.